# Cultura di Chvalynsk
La cultura di Chvalynsk fu una cultura dell'epoca eneolitica (età del rame), diffusasi nella prima metà del V millennio a.C. presso Chvalynsk, sul fiume Volga nell'attuale Oblast' di Saratov in Russia. La cultura viene anche definita come  Medio Eneolitica o Eneolitico Sviluppato o proto-kurgan. È stata preceduta nel primo Eneolitico dalla cultura di Samara, dalla quale deriva, e succeduta nel tardo Eneolitico dalla cultura di Jamna.

## Estensione e durata
La cultura Chvalynsk si estese da Saratov a nord al Caucaso del nord a sud, dal Mare di Azov a ovest fino al fiume Ural ad est.
La datazione radiometrica con il Carbonio-14 di reperti provenienti dalle tombe fa risalire, con buona sicurezza, la cultura al periodo che va dal 5000 a.C. al 4500 a.C.. Il materiale proveniva dai siti di Chvalynsk I, o primo Chvalynsk e di Chvalynsk II, o tardo Chvalynsk.
Alcuni considerano Chvalynsk I come un sito del primo Eneolitico, contemporaneo quindi alla cultura di Samara. L'archeologa e linguista lituana Gimbutas invece ritiene che la cultura di Samara sia precedente e pone Chvalynsk I nell'Eneolitico Sviluppato. Non esistono al momento sufficienti siti e reperti della cultura di Samara per poter dare una conclusione certa.

## Siti
Il sito di Chvalynsk è composto da un cimitero di 30 m. per 26 m., contenente circa 158 scheletri, principalmente in inumati in tombe singole ma anche collettive. I defunti vennero inumati appoggiati sulla schiena e in posizione fetale con le ginocchia rialzate. Dodici tombe erano coperte con tumuli di pietra. Sono state trovate anche delle aree sacrificali simili a quelle di Samara contenenti resti di cavalli, bovini e ovini.
Nel 1929 a Krivoluchie è stata ritrovata una tomba singola con corredi funebri ed il corpo del defunto ricoperto di colore ocra e posto in posizione supina e con le ginocchia piegate. A Nal'čik è stata scoperta una tomba di una trentina di metri di diametro, coperta da un kurgan di terra alto 67 metri, contenente 121 tombe singole con i corpi dei defunti ricoperti di colore ocra adagiati sulla schiena e con le ginocchia piegate.

## Manufatti
Chvalynsk evidenzia l'ulteriore sviluppo del kurgan. Inizialmente realizzato, nella cultura di Samara, per tombe individuali o di piccoli gruppi di defunti, nella cultura Chvalynsk si ritrovano invece gruppi di tombe, che sicuramente fanno riferimento a gruppi familiari oppure di individui residenti nello stesso luogo. L'ipotesi che si trattasse di gruppi familiari potrebbe essere confermata o meno con l'avvento del test del DNA.
Anche se ci sono differenze in termini di ricchezza del corredo funebre, nessuno di quelli rinvenuti sembrano identificare un capo. Ciò non esclude tuttavia la possibilità che uno dei defunti fosse un capo. Nei kurgan di epoca successiva invece si ritrovano dei tumuli riservati esclusivamente al capo ed al suo seguito, restandone esclusa la gente comune.
Questo sviluppo suggerisce una crescente disparità di ricchezza, che a sua volta implica una crescita della ricchezza di tutta la comunità ed un aumento della popolazione. L'espansione della cultura kurgan al di fuori della sua terra d'origine nella steppa occidentale sembra essere conseguente ad un aumento della popolazione, ma le cause di questo successo e di questa espansione non sono ancora chiare.
Sappiamo che il metallo era disponibile sia nel Caucaso che nel sud degli Urali. Nelle tombe Chvalynsk sono stati trovati anelli di metallo ed anelli di metallo a spirale. Tuttavia non vi è alcuna indicazione di un utilizzo diverso da quello ornamentale. La qualità delle armi di pietra e degli strumenti raggiunge un livello elevato. La tomba Krivoluchie, che Gimbutas ritiene essere di un capo, conteneva un lungo pugnale di selce e punte di freccia, tutte accuratamente decorate su entrambe le facce. Inoltre è stata rinvenuta una testa d'ascia in porfido con una sporgenza Lug ed una impugnatura forata. I manufatti di questo tipo non molto tempo dopo saranno realizzati in metallo.
Ci sono anche molti esempi di gioielli personali: collane di conchiglie, pietra e denti di animali, bracciali di pietra o di osso, pendenti di zanna di cinghiale. Gli animali i cui denti sono serviti a decorare questi indoeuropei sono cinghiali, orsi, lupi, cervi e altri. Alcuni di questi denti devono essere stati difficili da reperire. Non è possibile stabilire se fossero utilizzati come denaro.